# Gospel Music Association
 (mars 2024).
La mise en forme du texte ne suit pas les recommandations de Wikipédia : il faut le « wikifier ».
Les points d'amélioration suivants sont les cas les plus fréquents. Le détail des points à revoir est peut-être précisé sur la page de discussion.
- Les titres sont pré-formatés par le logiciel. Ils ne sont ni en capitales, ni en gras.
- Le texte ne doit pas être écrit en capitales (les noms de famille non plus), ni en gras, ni en italique, ni en « petit »…
- Le gras n'est utilisé que pour surligner le titre de l'article dans l'introduction, une seule fois.
- L'italique est rarement utilisé : mots en langue étrangère, titres d'œuvres, noms de bateaux, etc.
- Les citations ne sont pas en italique mais en corps de texte normal. Elles sont entourées par des guillemets français : « et ».
- Les listes à puces sont à éviter, des paragraphes rédigés étant largement préférés. Les tableaux sont à réserver à la présentation de données structurées (résultats, etc.).
- Les appels de note de bas de page (petits chiffres en exposant, introduits par l'outil «  Source ») sont à placer entre la fin de phrase et le point final[comme ça].
- Les liens internes (vers d'autres articles de Wikipédia) sont à choisir avec parcimonie. Créez des liens vers des articles approfondissant le sujet. Les termes génériques sans rapport avec le sujet sont à éviter, ainsi que les répétitions de liens vers un même terme.
- Les liens externes sont à placer uniquement dans une section « Liens externes », à la fin de l'article. Ces liens sont à choisir avec parcimonie suivant les règles définies. Si un lien sert de source à l'article, son insertion dans le texte est à faire par les notes de bas de page.
- La présentation des références doit suivre les conventions bibliographiques. Il est recommandé d'utiliser les modèles {{Ouvrage}}, {{Chapitre}}, {{Article}}, {{Lien web}} et/ou {{Bibliographie}}. Le mode d'édition visuel peut mettre en forme automatiquement les références.
- Insérer une infobox (cadre d'informations à droite) n'est pas obligatoire pour parachever la mise en page.

Pour une aide détaillée, merci de consulter Aide:Wikification.
Si vous pensez que ces points ont été résolus, vous pouvez retirer ce bandeau et améliorer la mise en forme d'un autre article.
La Gospel Music Association (GMA) est une organisation à but non lucratif fondée en 1964 dans le but de soutenir et de promouvoir le développement de toutes formes de musique gospel. À partir de 2011, il y a environ 4 000 membres dans le monde entier. Les membres de la GMA comprennent un réseau d'artistes, des patrons, des magasins de vente au détail, des stations de radio, des promoteurs et des églises locales investies dans la plus grande industrie de la musicale chrétienne.

## Histoire
La GMA a été fondée en 1964 afin de promouvoir la musique gospel. Elle a été conçue en tant qu'extension de la Convention nationale du Quatuor, une convention consacrée au Southern gospel ayant été opérée depuis 1956. Ses fondateurs incluent Don Butler, Cecil et James Blackwood, Vestal Goodman, Charlie Lamb, Don Light, et J.D. Sumner, et son premier président fût Tennessee Ernie Ford. Dans ses premières années, elle se confrontait à la United States Gospel Music Association, une entité à but lucratif également concentrée sur la musique gospel. Elle commença a organiser les Dove Awards en 1969, qui s'est développé en une cérémonie de remise des prix couvrant l'intégralité de la musique chrétienne. Les Dove Awards ont fêté leur 50ème cérémonie en 2019. Vers 1976, la GMA était bien-établie, avec sa cérémonie de remise des prix apportant une reconnaissance à la musique chrétienne. 
Dans les années 70 et 80, des tensions et des conflits ont émergé entre le Southern gospel et les tous nouveaux développements de la musique gospel et de la musique chrétienne contemporaine. Les conservateurs du Southern gospel s'opposaient à l'intégration raciale, et même s'ils devenaient plus réceptifs à l'intégration, les nouveaux développements dans la musique chrétienne ont fait que le Southern gospel devenait de plus en plus marginalisé par les auditeurs et perdait de l'influence dans la GMA. De nombreux conservateurs du Southern, incluant des membres de la GMA, ont également désapprouvé le rock et avaient l'impression que les nouveaux genres de musique gospel étaient promus par la GMA indiquant que l'organisation entrait essentiellement dans une alliance avec l' "ennemi". L'industrie du Southern gospel est devenu désabusé de la direction que la GMA prenait et une nouvelle organisation, la Southern Gospel Music Association, a été fondée par Charles Waller. Cependant, en 1985, cette organisation fût absorbée par la GMA. Une nouvelle, Southern Gospel Music Association indépendante a été fondée en 1995. 

## Événements
En avril, chaque année depuis de nombreuses années, la GMA a tenu la GMA Week (ou GMA Music Week) autour de Nashville, Tennessee. L'événement d'une semaine incluait des séminaires, des concerts et des événements "rencontre et papotage" pour les artistes, ouvriers industriels et membres du média. "GMA Music Week" finit avec la cérémonie annuelle GMA Dove Awards, qui honore la musique chrétienne contemporaine et la musique gospel. La GMA commença à tenir les Dove Awards lors de Grand Ole Opry dans les années 90 et s'est arrangé pour que la cérémonie soit diffusée sur Family Channel, faisant monter son profil public. 
Annuellement tenu à Estes Park, Colorado de 1974 à 2008, "Music in the Rockies" (anciennement Seminar in the Rockies) était un événement vitrine pour attirer les (souvent sans label) auteur-compositeur-interprète et artistes dans l'industrie de la musique chrétienne. Cet événement a été remplacé par un nouvel événement, "Immerse" à Nashville en 2009. La GMA a également fondé la Gospel Music Academy, coachant les musiciens, accueillant une résidence artistique (qui a inclut Cindy Morgan et Michael W. Smith), et organisant des séminaires aux problèmes liés à l'industrie de la musique. 

## Gospel Music Hall of Fame
La GMA Gospel Music Hall of Fame, qui a été créée en 1971, est exclusivement dédiée à reconnaître les contributions significatives des individus dans toutes les formes de la musique gospel. Les conscrits incluent Elvis Presley, Mahalia Jackson, Keith Green, Larry Norman, The Blackwood Brothers, The Imperials, J. D. Sumner et The Stamps, The Jordanaires et d'autres. La Gospel Music Hall of Fame est supervisée par la GMA Foundation, une "organisation sœur" établie par la GMA pour se concentrer sur l'histoire de la musique gospel et l'éducation. 

## Positions et controverses
En 1971, un scandale a éclaté lors de la 4ème édition des GMA Dove Awards lorsque les Blackwood Brothers, dont certains membres faisaient également partie de la direction du GMA, ont gagné quasiment tous les prix pour lesquels ils étaient éligibles, un total de neuf sur quatorze prix. Le groupe a été accusé de s'accaparer injustement les votes grâce à une campagne de recrutement agressive, avec quelques membres de l'industrie accusant le groupe de distribuer des "votes marqués, des cadeaux et des adhésions gratuites". En conséquence de la controverse, tous les prix de cette année ont été enlevés et James Blackwood, un membre du conseil d'administration de la GMA, a pris la responsabilité pour ce qu'il a nommé de "comportement malhonnête."
La GMA a loyalement supporté des efforts d'anti-piratage de musique, et a lancé sa propre campagne d'anti-piratage en 2004. En 2011, la GMA est apparue sur la loste des organisations supportant le "Stop Online Piracy Act" (SOPA) avant le Congrès des États-Unis. 
La GMA s'est attirée les critiques de Kirk Franklin après son discours aux Dove Awards de 2019, ayant adressé des biais de tir dans la violence policiaire, était censurée. Plus tard, la GMA a délivré des excuses formelles. 

## Voir également
- GMA Canada – Organisation à but non lucratif promotant la musique chrétienne